# 陕西短柱茶
陕西短柱茶（学名：Camellia shensiensis）为山茶科山茶属的植物。分布于中国大陆的四川、湖北、云南、陕西等地，目前尚未由人工引种栽培。